# Pimpinella eriocarpa
Pimpinella eriocarpos är en flockblommig växtart som beskrevs av Daniel Carl Solander. Pimpinella eriocarpos ingår i släktet bockrötter, och familjen flockblommiga växter. Inga underarter finns listade i Catalogue of Life.